# Michael Danisch
Michael Danisch (* 1952 in West-Berlin) ist ein deutscher Theaterschauspieler, der gelegentlich auch in Filmen und Fernsehproduktionen auftrat.
Danisch wurde von 1971 bis 1973 an der Max-Reinhardt-Schule (heute UdK) als Schauspieler ausgebildet. Er trat an zahlreichen Bühnen wie dem Staatstheater Hannover, dem Stadttheater Augsburg, dem Stadttheater Nürnberg und dem Schlosstheater Celle auf. Daneben spielte Michael Danisch auch in mehreren Filmen und Fernsehserien mit, etwa 1997 als „Wachtmeister Pielitz“ in der Folge 192 (Heißkalte Liebe) der Serie Polizeiruf 110.

## Theaterrollen
- 1979 spielte er bei seinen Engagements in Celle in Der zerbrochne Krug den „Ruprecht“ und im Totentanz den „Kurt“.
- 1984 agierte er im Käthchen von Heilbronn als  „Graf Wetter vom Strahl“ am  Stadttheater Augsburg. Dort hatte er zuvor auch bedeutende Rollen in der Iphigenie als „Pylades“ und in Tschechows Die Möve als „Medwenko“.
- 2000 spielte er an der Tribüne Berlin die Hauptrolle als Heine in der Heinrich Heine Revue. Ebenfalls die Titelrolle verkörperte er unter der Regie von Ephraim Kishon in dessen Stück Die Vaterschaftsklage des Josef Zimmermann.[1]

## Film und Fernsehen
- 1977: Die Dämonen
- 1978: Denken heißt zum Teufel beten
- 1981: Engel aus Eisen
- 1997: Polizeiruf 110: Heißkalte Liebe
- 1998: Ein Mord für Quandt (eine Folge)
- 1998: Fieber – Ärzte für das Leben (eine Folge)
- 2001: Anja & Anton (eine Folge)
- 2007: Platz im Schatten
- 2007: Heute mag ich dieses Lied (Kurzfilm)
- 2010: Hitler’s Grave
- 2017: SOKO Wismar (eine Folge)
- 2019: Ich brauche euch
- 2020: WaPo Berlin (eine Folge)